# Sérgio Vaz
Sérgio Vaz (Ladainha, 26 de junho de 1964) é um poeta brasileiro.

## Biografia
Mudou-se com a família para São Paulo aos 5 anos de idade. Mais tarde, estabeleceu-se em Taboão da Serra, na região metropolitana. Fundou em 2000 a Cooperativa Cultural da Periferia (Cooperifa). Também foi o criador do Sarau da Cooperifa, que semanalmente reúne cerca de 400 pessoas no Jardim Guarujá para ler e criar poesia.
Promoveu em 2007 a Semana de Arte Moderna da Periferia, inspirada na Semana de Arte Moderna de 1922. Criou outros eventos, como a Chuva de Livros; o Poesia no Ar, em que papeis com versos são amarrados a balões de gás e soltos no ar; e o A joelhaço, em que homens se ajoelham na rua para pedir perdão às mulheres no Dia Internacional da Mulher. Foi escolhido pela revista Época um dos 100 brasileiros mais influentes de 2009. Foi homenageado pela escola de samba Imperatriz do Samba, do primeiro grupo de Taboão da Serra, que apresentou o enredo Sergio Vaz, o poeta da periferia.
Seus primeiros livros foram edições independentes. Só veio a ser publicado por uma editora em 2007, quando a Global lançou Colecionador de Pedras.[carece de fontes?]

## Entrevistas
Em 2015, Sérgio forneceu uma entrevista ao Museu da Pessoa, onde dialoga sobre sua infância humilde e sobre ser o único em sua roda de amigos que lia livros.
"E era uma coisa triste, que é a solidão dos livros, né? E nessa época eu era tipo um cara gangorra, eu sentava todo mundo levantava. Porque você acaba de ler Capitães de Areia, você quer conversar com alguém, você quer falar sobre Dora, Pedro Bala. E a molecada (...). Aliás, eu era o diferente. Não por ser melhor, por ser diferente mesmo. Quer dizer, no lugar onde a miséria era muito comum, a pobreza, eu gostava de livros, olha que louco. Eu estou falando do começo dos anos 70, no final dos anos 70. Na periferia, não tinha nem asfalto ainda e já gostava de ler. Quer dizer, eu queria ser jogador de futebol, aliás todo mundo lá queria ser. E não era pelo dinheiro. Porque o futebol pra nós tinha uma outra magia. Aliás, não dava dinheiro, você vê, nem o Pelé ganhou dinheiro. Porque a gente adorava o futebol, idolatrava os caras."— Sergio Vaz Em entrevista ao Museu da Pessoa

## Homenagens
O nome de Sérgio Vaz foi citado na canção estilo hip hop "Envolvidão", cantada por Rael e Iza.

## Obras
- 1988 - Subindo a ladeira mora a noite (independente)
- 1991 - A margem do vento (independente)
- 1994 - Pensamentos vadios (independente)
- 2005 - A poesia dos deuses inferiores (independente)
- 2007 - Colecionador de Pedras (Global)
- 2008 - Cooperifa - Antropofagia Periférica (independente)
- 2011 - Literatura, pão e poesia (Global)
- 2016 - "Flores de Alvenaria " (Global)
- 2016 - Oração dos Desesperados
- 2023 - Flores da batalha (Global)

## Prêmios
- 2011 - Trip Transformadores 2011
- 2010 - Orilaxé (Grupo Cultural AfroReggae)
- 2007 - Unicef
- 2011 - Prêmio Governador de São Paulo, categorias Inclusão Cultural e Destaque Cultural (Secretaria de Cultura de São Paulo)
- Prêmio Heróis Invisíveis (Gilberto Dimenstein)
- Prêmio Hutúz